# آر إس 24 يارس

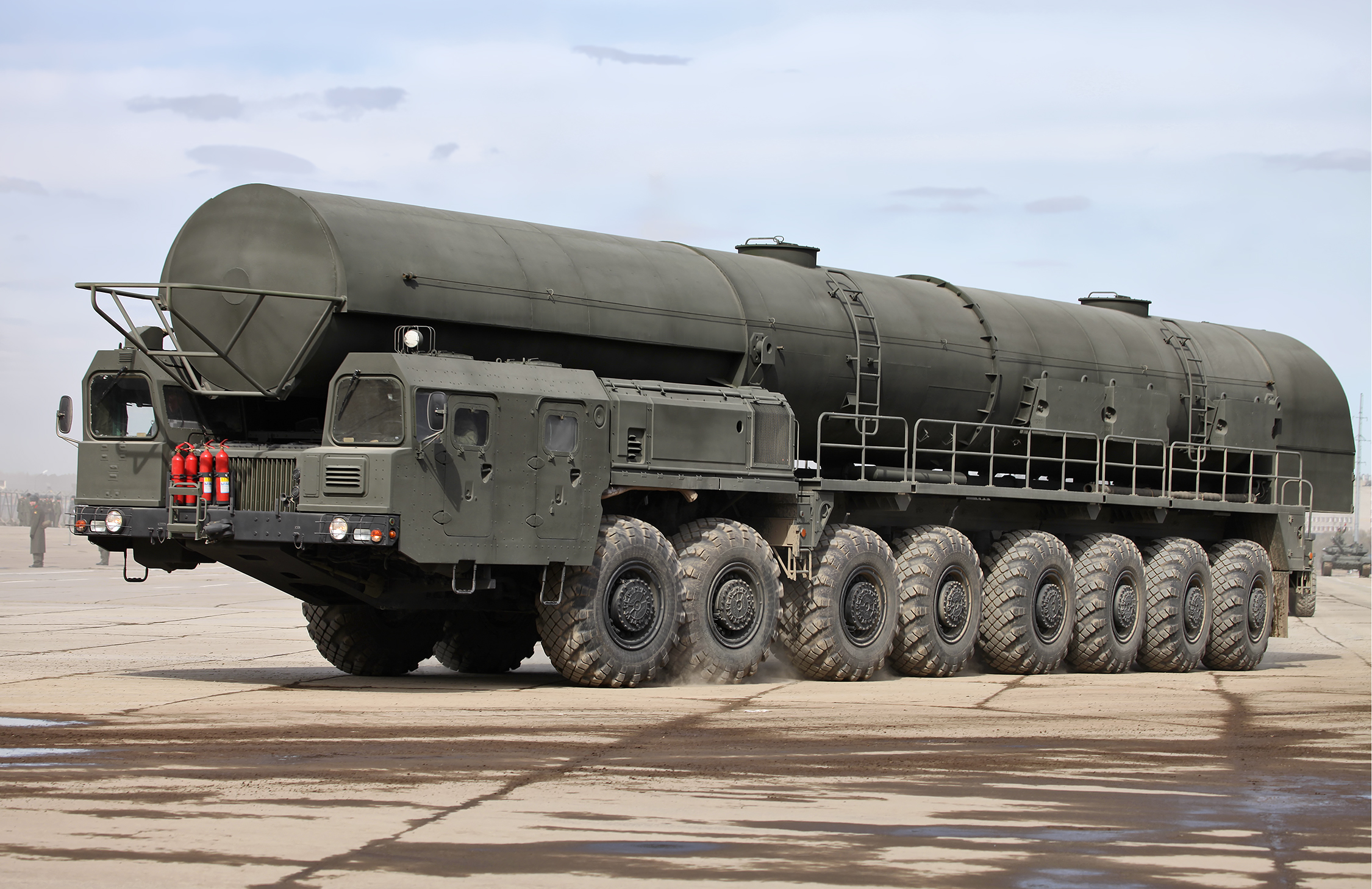
مركبة الدعم القتالي BMS المستخدمة لمدرسة القيادة وسحب الإنقاذ من TEL

ار اس-24 يارس (بالروسية: РС-24 Ярс– ракета стратегическая) ((صاروخ استراتيجي)) - تعديل 24)  المعروف أيضًا باسم (بالإنجليزية: RT-24 Yars)‏ أو Topol'-MR ((بالروسية: PC-24 «Ярс»)‏ ، اسم تعريف الناتو: اس اس-29   أو اس اس-27 مود 2  ) هو صاروخ باليستي عابر للقارات روسي مزود بصواريخ ر.مد.هـ ومجهز بسلاح نووي حراري, تم اختباره لأول مرة في 29 مايو 2007, يعد مشروع عسكري سري للبحث والتطوير. 
فهو في الأساس مشابه لصاروخ توبول إم إصدار التعديل 1, باستثناء الحمولة الصافية التي تم تطويرها لحمل عدة رؤوس حربية لها قابلية الاستهداف بشكل مستقل (ر.مد.هـ). يُعتقد أن كل صاروخ قادر على حمل ما يصل إلى 4 رؤوس حربية، على الرغم من عدم اليقين بشأن السعة القصوى. 
ار اس-24 هو صاروخ أثقل من (توبول إم) الحالي , وبحسب بعض التقارير تقول بأنه يمكنه حمل ما يصل إلى 10 رؤوس حربية لها قابلية الاستهداف بشكل مستقل. تم الإعلان عن مناورات سنة 2007, كرد على الدرع الصاروخي الذي كانت الولايات المتحدة تخطط لنشره في أوروبا.  تم نشر ار اس-24 عمليًا منذ سنة 2010, مع تشغيل أكثر من 50 منصة اطلاق اعتبارًا من يونيو 2017.
كذلك لا يبدو أن كلمة يارس هي كلمة روسية، لكن الجذر السلافي яр (yar) موجود، كونه بنكًا أو وادًا شديد الانحدار ، بما يتوافق مع تسمية صاروخ روسي آخر جديد، وهو RS-26 روبيج (РС-26 Рубеж) بمعنى حد أو حد خارجي . وفقًا لسيرجي كاراكاييف، قائد قوات الصواريخ الاستراتيجية، فإن يارس هي اختصار لـ " Ya dernaya R aketa S derzhivaniya" ((بالروسية: Ядерная ракета сдерживания)‏)، وتعني «صاروخ الردع النووي».

## الاختبارات
أكدت الحكومة الروسية أنها عازمة على هزيمة الأنظمة المضادة للصواريخ الحالية والمستقبلية,  تم اختبار الصاروخ الباليستي العابر للقارات, لأول مرة من خلال إطلاقه من منصة إطلاق متحركة في ميناء بليسيتسك الفضائي في شمال غرب روسيا في الساعة 11:20 بتوقيت جرينتش, يوم 29 مايو 2007, وسقطت رؤوسه الحربية الاختبارية على هدف يبعد 5,750 كيلومتر (3,573 ميل) في ميدان اختبار كورا في أقصى شرق شبه جزيرة كامتشاتكا.  

## التطوير
في يونيو 2008، أعلن المصمم الرئيسي لمعهد موسكو للتكنولوجيا الحرارية، يوري سولومونوف، أن RS-24 هو تطوير محسّن، ر.مد.هـ لصاروخ توبول إم الذي سينهي جميع الاختبارات في عام 2008 ومن المرجح أن يتم نشره في عام 2009. وفقًا للجنرال نيكولاي سولوفتسوف، قائد قوات الصواريخ الاستراتيجية, سيتم نشر أول صواريخ RS-24 في تيكوفو في عام 2009.

## الخلافات
حظرت معاهدة ستارت زيادة عدد الرؤوس الحربية المضافة إلى الصواريخ الباليستية العابرة للقارات, لذلك قالت روسيا إن الصاروخ RS-24 هو صاروخ باليستي عابر للقارات جديد تمامًا لتبرير لتسميته SS-29 بدلاً من SS-27 التطوير 2، للتحايل على معاهدة حظر. اعتقد مركز الاستخبارات الجوية والفضاء الوطني الأمريكي, دائمًا أن يارس ليس الا توبول إم في انتهاك لمعاهدة START ، وهو أمر ينعكس في كل من تعيين Mod 2 والرسوم التوضيحية التي تظهر SS-27 Mod 1 ووزارة الدفاع 2 لتكون متطابقة.

## المتغيرات

### نسخة الطريق المحمول
- يارس-اس: النسخة المحدثة والمصغرة من " يارس " المتنقلة على الطرق.[16]

### نسخة السكك الحديدية
- بارجوزين: يتم تطوير نسخة من عربة السكك الحديدية تسمى BZhRK بارجوزين.[17]

## المشغلين
روسيا

قوات الصواريخ الاستراتيجية هي المشغل الوحيد لـ ار اس-24 يارس . اعتبارًا من فبراير 2020،  تم نشر 136 صاروخًا متنقلًا على الطرق و 14 صاروخًا قائمًا على الصومعة مع 7 فرق صواريخ:
الصوامع:
- الفرقة 28 لصواريخ الحرس في كوزلسك

الطريق المحمول:
- فرقة الصواريخ 14 في يوشكار أولا
- فرقة حرس الصواريخ 39 في نوفوسيبيرسك
- فرقة الصواريخ 42 في نيجني تاجيل
- الفرقة 54 للحرس الصاروخي في تيكوفو
- فرقة الصواريخ 29 للحرس في إيركوتسك

فرقة الصواريخ 35 في بارناول

## أنظر أيضا
- قوات الصواريخ الاستراتيجية
- RS-26 روبيج
- RS-28 سارمات
- R-36 (صاروخ)
- UR-100N
- RT-2PM توبول
- RT-2PM2 توبول- م
- LGM-30 مينيوتمان
- اجني السادس
- DF-5
- DF-41

## روابط خارجية
- تهديد الصواريخ CSIS - SS-29 (RS-24 Yars)
- Yars RS-24 صحيفة البيانات الفنية

قالب:Russian and Soviet military designation sequences